# Bíblia de Montserrat
La Bíblia de Montserrat és el resultat d'un projecte que tenia com a objectiu traduir la Bíblia al català. Aquest projecte es dugué finalment a terme des de l'Abadia de Montserrat, amb una publicació impresa en 1970, i posteriorment, amb una publicació digital d'aquesta el 2013.

## Precedents
Durant segles, l'Església catòlica només va permetre la lectura de la Bíblia als clergues i únicament en llatí. Quan això va canviar, al segle xix, les úniques traduccions al català disponibles eren les dels protestants, però la seva circulació resta molt limitada fora d'aquella comunitat.
Diversos projectes van intentar promoure una versió catalana de la Bíblia, entre els quals va destacar la iniciativa impulsada per Francesc Cambó, des de la Fundació Bíblica Catalana. Bonaventura Ubach i Medir fou un dels col·laboradors inicials, però va acabar abandonant el projecte en desacord amb uns criteris editorials que prioritzaven la rapidesa i la qualitat literària de la traducció per sobre de la fidelitat al text original.

## Desenvolupament
Lluny de renunciar al projecte, l'Abadia de Montserrat va emprendre la seva pròpia traducció de la Bíblia, caracteritzada pel rigor filològic, l'abundància de l'aparell crític i una exuberant il·lustració fotogràfica. El monjo de Montserrat Bonaventura Ubach, que visqué gran part de la seva vida en terres bíbliques, expert coneixedor de l'àrab, del siríac i de l'hebreu bíblic, inicià ell sol una de les obres més ambicioses de la història de la cultura bíblica catalana: "La Bíblia. Versió dels textos originals i comentari pels monjos de Montserrat". Entre 1926 i 1954 es van publicar vint-i-cinc volums de text i altres tres d'imatges, que fan de la Bíblia Gran la més exhaustiva traducció que s'ha portat a terme en català, i que va ser la base de la popular Bíblia de Montserrat apareguda el 1970. De tornada definitivament a Montserrat el 1951, va continuar els treballs bíblics i va crear un petit nucli d'estudi de l'Església Ortodoxa Siríaca. El 1952 publicà Litúrgia siríaca de Sant Jaume. Anàfora dels XII Apòstols, versió de la missa siríaca que ell mateix celebrava.

## LaBíblia de Montserratimpresa
La Bíblia de Montserrat aparegué completa en un volum, publicat el 1970, com a resultat de la traducció realitzada per Jordi Bruguera i Talleda, Guiu Maria Camps i Reverter i Romuald M. Díaz i Carbonell, així com altres deu traductors, tots monjos de Montserrat, seguint l'obra iniciada el 1926 pel Pare Bonaventura Ubach. El llenguatge cercat per a aquesta traducció fou el català literari normal, molt atent a la riquesa expressiva de les llengües originals.

## LaBíblia de Montserraten format digital
La traducció catalana de la Bíblia realitzada pels monjos de Montserrat entre el 1926 i el 1970, dins del seu portal dedicat a l'Abadia de Montserrat, des de l'any 2006 es va poder consultar a través de la Biblioteca Virtual Miguel de Cervantes en accés obert al text complet. A través d'aquesta web, a més de la Bíblia de Montserrat es poden consultar els fons més rellevants d'aquesta institució religiosa. Amb el temps, la Bíblia de Montserrat "on line" es va convertir en un dels textos més consultats a les biblioteques virtuals Joan Lluís Vives i Miguel de Cervantes. El 2009, la Bíblia de Montserrat on-line, que ja era un dels textos més consultats a les biblioteques virtuals Joan Lluís Vives i Miguel de Cervantes, es va convertir en el primer document consultat -ja que els altres són de consulta molt ocasional- del fons de la Biblioteca de Montserrat que s'adapta per poder ser llegit a dispositius mòbils. Des del mes de novembre del 2009, la Biblioteca de Montserrat va oferir una versió electrònica per a dispositius mòbils de la Bíblia de Montserrat. Aquest document es pot descarregar des de la pàgina web de la Biblioteca (www.bibliotecademontserrat.net) de forma gratuïta per Windows Mobile, IPhone, Palm i Android. És el primer document del fons de la Biblioteca que s'adapta per poder ser llegit en dispositius mòbils.
A partir de l'any 2013 la Biblioteca de Montserrat va publicar una versió de la "Bíblia de Montserrat" en epub, un dels formats més difosos per llegir llibres digitals. D'aquesta manera, es pot descarregar gratuïtament des del web del monestir o de la biblioteca montserratina i es pot llegir a tots els dispositius mòbils i ordinadors.